# Christof Ludwig Knoll
Christof Ludwig Knoll (ur. 20 kwietnia 1895, zm. 29 maja 1946 w Landsberg am Lech) – kapo w obozie koncentracyjnym Dachau i zbrodniarz wojenny.
W czasie II wojny światowej był więźniem funkcyjnym w obozie w Dachau. Pełnił między innymi funkcję kapo w więźniarskim komandzie karnym pracującym w kamieniołomach. Knoll praktycznie codziennie mordował przynajmniej kilku podległych mu więźniów. Sam Knoll zwykle chwalił się liczbą zabitych przez siebie ofiar. Kierował również jednym z bloków, w którym samowolnie wymierzał kary więźniom (zwłaszcza czeskiej narodowości).
Knoll został skazany za swoje zbrodnie w procesie załogi Dachau przed amerykańskim Trybunałem Wojskowym na karę śmierci przez powieszenie. Wyrok wykonano w więzieniu Landsberg pod koniec maja 1946 roku.